# Funder Ådalsbro
Funder Ådalsbro er Danmarks længste landbro. Broen fører Herningmotorvejen over Funder Ådal.
Broen står som to parallelle broer, der har en afstand på 1 meter. Broerne har en højde på 30 meter, og de har hver ni store spænd på op til 85 meter.
Broen åbnede for trafik sammen med motorvejsstrækningen fra Bording til Funder 31. august 2012.
Broen er designet af Gottlieb Paludan Architects og Kresten Bloch.
56°08′24″N 9°24′22″Ø / 56.1401°N 9.406°Ø